# Frederick Fermor-Hesketh, 2. Baron Hesketh
Frederick Fermor-Hesketh, 2. Baron Hesketh (* 8. April 1916; † 10. Juni 1955), war ein britischer Adliger und Offizier.

## Herkunft und Erziehung
Hesketh war der zweite Sohn von Thomas Fermor-Hesketh, 1. Baron Hesketh, und Florence Louise Breckinridge aus Kentucky, Tochter von John Witherspoon Breckinridge und Enkelin von General (CSA) John C. Breckinridge, 1857 bis 1861 Vizepräsident der Vereinigten Staaten von Amerika und Kriegsminister der Konföderierten Staaten von Amerika. Er wurde ab 1926 in Eton und später im Magdalene College der University of Cambridge erzogen.

## Militärdienst
Hesketh war Major der Scots Guards. Er folgte seinem Vater nach dessen Tod am 20. Juli 1944 als Baron Hesketh nach. 1950 wurde er Deputy Lieutenant von Northamptonshire.

## Familienleben
Am 22. November 1949 heiratete er Christian Mary McEwen (bekannt als Christian Lady Hesketh, * 17. Juli 1929; † 7. April 2006), Tochter von Captain Sir John Helias Finnie McEwen. Sie hatten drei Kinder: Thomas Alexander (* 28. Oktober 1950), Robert (* 1. November 1951; † 2. Februar 1997 durch Autounfall) und John (* 15. März 1953; † 2. November 2008).
Hesketh sammelte in den 1950er-Jahren wertvolle Bücher. Seine Legaten verkauften 2010 einige seiner Bücher, Manuskripte und Briefe bei Sotheby’s. Die vier Bände von John James Audubons Birds of America wurden von einem Londoner Buchhändler für £ 7.321.250 gekauft.